# 里綾実
里 綾実（さと あやみ、1989年12月21日 - ）は、鹿児島県名瀬市（現・奄美市名瀬）出身の元女子プロ野球選手、日本代表選手、野球指導者。2020年から埼玉西武ライオンズ・レディースに所属し、2025年にカナダ・独立リーグのチームと契約。
「野球はみんなのスポーツ」代表、始動準備の米・女子プロ野球リーグの特別アドバイザー。

## 経歴
野球を始めたきっかけは4つ上の兄の影響。同奄美群島の喜界島に転居し少年野球「ガッツ喜界」に入団し小学3年生のときに本格的に野球を始める。ピッチャーのポジションにつく。その後、小学6年生のときに奄美大島に戻り、硬式の少年野球チーム「名瀬オリオンズ」に所属しピッチャーを担当。奄美市立金久中学校には女子野球部がなかったため一時バスケットボール部に所属するが、やはり野球がしたいと考え（女子部員がいなかったため許可を得て）男子の軟式野球部に入部。ピッチャー・サードのポジションでプレーをした。
中学卒業後、当初は選手層の厚いソフトボールへの転向を考えたが、元実業団バレーボールの選手だった母親の助言や、鹿児島県内 (九州本土)に女子野球部のある高校があったため、強豪の神村学園へ進学し競技を継続。高校生最後の年に挑んだ第8回全国高等学校女子硬式野球選抜大会ではチームの優勝に大きく貢献する。
その後、女子野球日本代表を目指して尚美学園大学へ進学。大学の女子硬式野球部でプレーをする。大学卒業目前、就職し仕事をしながら野球を続けたいと考え、紹介で福知山成美高等学校女子硬式野球部のコーチに就任する。2012年8月、カナダで第5回IBAF女子ワールドカップが開催され出場。そこで毎日野球をしているプロの実力に感嘆しプロを志願する。2012年のトライアウトに合格。
2013年から翌14年はレイア、2015年から2019年までディオーネに所属する。2019年11月1日、今季限りで女子プロ野球を退団。
2020年4月に創設された埼玉西武ライオンズ・レディースに入団。2021年に一般社団法人野球はみんなのスポーツを設立し、2023年にファンクラブを立ち上げる。選手生活と並行して野球塾を開講しマンツーマン指導を行っている。
世界の女子野球選手をテーマにしたドキュメンタリー映画「See Her Be Her」に出演し、2024年に公開イベントのために渡米。また9月にはMLB・パドレス対アストロズの始球式を務める（先発・ダルビッシュ有、受け手は松井裕樹）など海外での活動もしている。また、2026年に北東部6球団で始動予定の米・女子プロ野球リーグの特別アドバイザーをシト・ガストンと共に務めることが報じられた。
また、2025年にカナダの独立リーグ・インターカントリー・ベースボール・リーグ(IBL)所属チームのトロント・メープルリーフスと契約したことが発表された (背番号は18)。契約期間は5月から8月までの4か月間で、同リーグでは初の女子選手となる。

## 選手・人物
- 120キロ超の速球、カーブ。特にカーブはクレイトン・カーショウの回転数を超えるともいわれている[20]。
- 投手で最も尊敬するのはダルビッシュ有[13]。
- イベント時には奄美大島の伝統工芸品である大島紬を身につけるなどPRも行っている[21]。

## 詳細情報

### 年度別投手成績
| 年 度     | 球 団      | 登 板 | 先 発 | 完 投 | 完 封 | 無 四 球 | 勝 利 | 敗 戦 | セ 丨 ブ | ホ 丨 ル ド | 勝 率 | 打 者 | 投 球 回 | 被 安 打 | 被 本 塁 打 | 与 四 球 | 敬 遠 | 与 死 球 | 奪 三 振 | 暴 投 | ボ 丨 ク | 失 点 | 自 責 点 | 防 御 率 | W H I P |
| --------- | ---------- | ----- | ----- | ----- | ----- | -------- | ----- | ----- | -------- | ----------- | ----- | ----- | -------- | -------- | ----------- | -------- | ----- | -------- | -------- | ----- | -------- | ----- | -------- | -------- | ------- |
| 2013      | レイア     | 29    | -     | 12    | 1     | 1        | 6     | 10    | 2        | 0           | .375  | 555   | 127.2    | 126      | 0           | 45       | -     | 15       | 62       | 4     | 3        | 58    | 41       | 2.25     | 1.34    |
| 2014      | レイア     | 27    | -     | 16    | 4     | 2        | 11    | 10    | 1        | 0           | .524  | 598   | 143.0    | 143      | 0           | 29       | -     | 6        | 66       | 2     | 0        | 53    | 42       | 2.06     | 1.20    |
| 2015      | ディオーネ | 30    | -     | 13    | 1     | 3        | 9     | 9     | 2        | 0           | .500  | 593   | 144.0    | 139      | 1           | 29       | -     | 6        | 69       | 4     | 0        | 54    | 50       | 2.43     | 1.17    |
| 2016      | ディオーネ | 19    | -     | 16    | 4     | 5        | 13    | 4     | 0        | 0           | .765  | 492   | 122.2    | 109      | 0           | 18       | -     | 3        | 50       | 1     | 0        | 37    | 30       | 1.71     | 1.04    |
| 2017      | ディオーネ | 25    | -     | 12    | 3     | 3        | 11    | 7     | 2        | 0           | .611  | 538   | 123.2    | 146      | 1           | 16       | -     | 6        | 64       | 7     | 0        | 62    | 49       | 2.78     | 1.37    |
| 2018      | ディオーネ | 19    | -     | 4     | 1     | 1        | 4     | 6     | 5        | 0           | .400  | 338   | 77       | 91       | 0           | 15       | -     | 4        | 42       | 1     | 0        | 37    | 32       | 2.91     | 1.43    |
| 2019      | ディオーネ | 26    | -     | 16    | 2     | 8        | 5     | 13    | 1        | 1           | .278  | 575   | 139.2    | 143      | 2           | 16       | -     | 3        | 58       | 2     | 0        | 48    | 38       | 1.91     | 1.16    |
| JWBL：7年 | JWBL：7年  | 175   | -     | 89    | 16    | 23       | 59    | 59    | 13       | 1           | .500  | 3689  | 876.2    | 897      | 4           | 168      | -     | 43       | 411      | 21    | 3        | 349   | 282      | 2.25     | 1.26    |

- 2019年度シーズン終了時。
- 「-」は記録なし。
- 太字はリーグ1位。
- 赤太字は女子プロ野球記録。

### 年度別打撃成績
| 年 度     | 球 団      | 試 合 | 打 席 | 打 数 | 得 点 | 安 打 | 二 塁 打 | 三 塁 打 | 本 塁 打 | 塁 打 | 打 点 | 盗 塁 | 盗 塁 死 | 犠 打 | 犠 飛 | 四 球 | 敬 遠 | 死 球 | 三 振 | 併 殺 打 | 打 率 | 出 塁 率 | 長 打 率 | O P S |
| --------- | ---------- | ----- | ----- | ----- | ----- | ----- | -------- | -------- | -------- | ----- | ----- | ----- | -------- | ----- | ----- | ----- | ----- | ----- | ----- | -------- | ----- | -------- | -------- | ----- |
| 2013      | レイア     | 40    | 85    | 79    | 10    | 22    | 1        | 1        | 0        | 25    | 11    | 6     | 1        | 2     | 1     | 1     | -     | 2     | 5     | 2        | .279  | .301     | .317     | .618  |
| 2014      | レイア     | 29    | 4     | 4     | 0     | 2     | 0        | 0        | 0        | 2     | 0     | 0     | 0        | 0     | 0     | 0     | -     | 0     | 1     | 0        | .500  | .500     | .500     | 1.000 |
| 2015      | ディオーネ | 30    | 0     | 0     | 0     | 0     | 0        | 0        | 0        | 0     | 0     | 0     | 0        | 0     | 0     | 0     | -     | 0     | 0     | 0        | ----  | ----     | ----     | ----  |
| 2016      | ディオーネ | 19    | 0     | 0     | 0     | 0     | 0        | 0        | 0        | 0     | 0     | 0     | 0        | 0     | 0     | 0     | -     | 0     | 0     | 0        | ----  | ----     | ----     | ----  |
| 2017      | ディオーネ | 25    | 0     | 0     | 0     | 0     | 0        | 0        | 0        | 0     | 0     | 0     | 0        | 0     | 0     | 0     | -     | 0     | 0     | 0        | ----  | ----     | ----     | ----  |
| 2018      | ディオーネ | 19    | 0     | 0     | 0     | 0     | 0        | 0        | 0        | 0     | 0     | 0     | 0        | 0     | 0     | 0     | -     | 0     | 0     | 0        | ----  | ----     | ----     | ----  |
| 2019      | ディオーネ | 26    | 0     | 0     | 0     | 0     | 0        | 0        | 0        | 0     | 0     | 0     | 0        | 0     | 0     | 0     | -     | 0     | 0     | 0        | ----  | ----     | ----     | ----  |
| JWBL：7年 | JWBL：7年  | 188   | 89    | 83    | 10    | 24    | 1        | 1        | 0        | 27    | 11    | 6     | 1        | 2     | 1     | 1     | -     | 2     | 6     | 2        | .289  | .310     | .325     | .635  |

- 2019年度シーズン終了時。
- 「-」は記録なし。
- 太字はリーグ1位。

### 記録
- 初登板：2013年3月30日、対アストライア戦、7番・投手、6回4失点完投、勝敗つかず
- 初奪三振：同上、1回裏に中野菜摘から空振り三振
- 初勝利：2013年4月13日、対フローラ戦、7回3失点完投
- 初安打：同上、4回裏に矢野みなみから右前適時安打
- 300奪三振：2017年9月18日、対埼玉アストライア戦、3回裏に奥村奈未から空振り三振
- 400奪三振：2019年9月8日、対埼玉アストライア戦、5回表にみなみから空振り三振

### タイトル
- 2013年、最多奪三振のタイトルを獲得。
- 2014年、第6回IBAF女子ワールドカップにてMVPを獲得[22]。
- 2016年、機構のコンベンションでMVPにあたる角谷賞を受賞[23]。

### 代表歴
- 第4回IBAF女子ワールドカップ
- 第5回IBAF女子ワールドカップ
- 第6回IBAF女子ワールドカップ
- 2016 WBSC女子野球ワールドカップ
- 2018 WBSC女子野球ワールドカップ
- 2024 WBSC女子野球ワールドカップ

### 背番号
- 18 (2013年 - 2019年)